# The Greatest Story Ever Told (Album)
The Greatest Story Ever Told ist ein Album der amerikanischen Punkrock-Band The Lawrence Arms. Es wurde am 23. September 2003 von dem Label Fat Wreck Chords veröffentlicht.
Es ist das vierte Album der Band und das zweite, was auf Fat Wreck Chords veröffentlicht wurde.
Es ist ein Konzeptalbum mit einer durch die Lieder führenden Handlung mit vielen Verweisen auf vorherige Lieder. Schon allein durch den Titel des Albums wird direkt Bezug auf einen Film aus dem Jahr 1965 genommen, The Greatest Story Ever Told, in dem das Leben Jesu erzählt wird.

## Lieder
1. The Ramblin' Boys of Pleasure Sing the Hobo Clown Chorus – 0:26
2. The Raw and Searing Flesh – 3:07
3. On With the Show – 1:29
4. Drunk Mouth Kitchen Smile – 2:26
5. Alert the Audience! – 2:16
6. Fireflies – 3:54
7. The March of the Elephants – 1:28
8. Chapter 13: The Hero Appears – 2:50
9. Hesitation Station – 1:43
10. The Revisionist – 3:19
11. The Ramblin' Boys of Pleasure – 2:44
12. A Wishful Puppeteer – 3:11
13. The Disaster March – 3:51
14. Hobo Reprise – 0:27